# Iglesia de Santa María de Palau
La iglesia de Santa María de Palau es un edificio religioso de la población de San Lorenzo de la Muga perteneciente a la comarca catalana del Alto Ampurdán en la provincia de Gerona. Es una iglesia románica incluida en el Inventario del Patrimonio Arquitectónico de Cataluña y protegida como Bien Cultural de Interés Local.

## Historia
El rey Carlos el Calvo, en el año 878, alude al lugar nombrándolo como ipsum Palatium, posesión del antiguo monasterio de San Pedro de Albanyà, y en el acta de consagración de la iglesia de San Pedro de Albañá, del año 957, se vuelve a llamar. El 972 se empieza a citar como lugar de San Lorenzo de la Muga. La capilla sancte Marie de Palacio figura en las relaciones para recaudar la décima de los años 1279 y 1280 A finales del siglo XIV era una de las capillas no parroquiales que tenían un sacerdote encargado, que debía acceder a los sínodos diocesanos. En esta iglesia se hacía una fiesta el día 8 de setiembre y se bendecía el término el lunes de Pascua.

## Descripción
La iglesia de Palau es de una sola nave con ábside semicircular. La nave está cubierta con bóveda apuntada seguida, el arco triunfal también es apuntado, mientras que la cubierta del presbiterio es almendrada. La fachada principal se abre en el muro meridional y presenta un portal con dos arcos de medio punto en degradación, sin dintel ni tímpano. La puerta está protegida por un guardapolvo de moldura en cuarto de círculo. La fachada occidental tiene una ventana abocinada y punto redondo, encima de la cual se alza el campanario, que es de espadaña con tres pilastras y dos arcos de cuarto de círculo. Otra ventana se abre en la fachada de poniente y el muro sur hay dos grandes ventanas y una pequeña. Sobre la fachada de poniente se levanta un campanario de espadaña, con tres pilastras y dos arcos de cuarto de círculo. En todo el edificio el aparato es de sillares formando hiladas bien rectos. 
En el presbiterio hay un retablo de madera del siglo XIX.